# サンタンジェロ・アッレスカ
サンタンジェロ・アッレスカ（伊: Sant'Angelo all'Esca）は、イタリア共和国カンパニア州アヴェッリーノ県にある、人口約800人の基礎自治体（コムーネ）。

## 地理

### 位置・広がり

#### 隣接コムーネ
隣接するコムーネは以下の通り。
- フォンタナローザ
- ルオゴザーノ
- ミラベッラ・エクラーノ
- タウラージ